# کنیا ایرویز

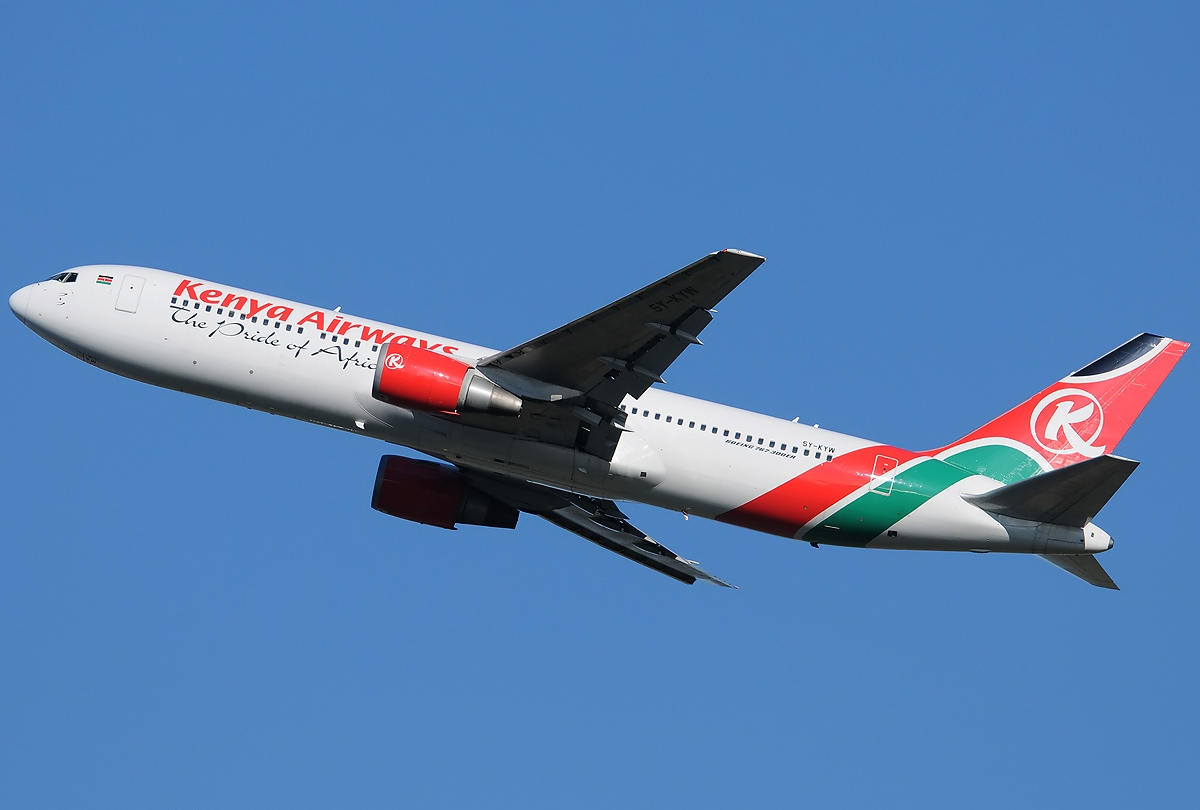
هواپیمای بوئینگ ۷۶۷ متعلق به کنیا ایرویز

کنیا ایرویز، (به انگلیسی: Kenya Airways) شرکت هواپیمایی حامل پرچم کنیا است، که پس از شرکت‌های هواپیمایی آفریقای جنوبی، هواپیمایی اتیوپی و اجیپت‌ایر به‌عنوان چهارمین خطوط هواپیمایی قاره آفریقا شناخته می‌شود.
شرکت کنیا ایرویز در سال ۱۹۷۷ در پی منحل شدن شرکت هواپیمایی آفریقای شرقی، توسط دولت کنیا راه‌اندازی شد. دفتر مرکزی این شرکت در شهر نایروبی، کنیا قرار دارد و فرودگاه بین‌المللی جومو کنیاتا، قطب این شرکت هواپیمایی به‌شمار می‌آید. این شرکت در حال حاضر در ناوگان هوایی خود، دارای ۴۵ فروند هواپیمای جت مسافربری می‌باشد و در حال حاضر روزانه به ۵۶ مقصد پروازهای مستقیم دارد.
سهام شرکت کنیا ایرویز در بازارهای بورس نایروبی، بورس دارالسلام و بورس اوگاندا معامله می‌شود. در سال ۱۹۹۵ فرایند خصوصی‌سازی این شرکت آغاز گردید و هم‌اکنون به‌عنوان یک شرکت نیمه‌خصوصی فعالیت می‌کند. دولت کنیا با در اختیار داشتن ۲۹٫۸٪ درصد و شرکت کی‌ال‌ام با ۲۶٫۷۳٪ درصد از سهام این شرکت، سهام‌داران اصلی کنیا ایرویز به‌شمار می‌آیند.